# Francisco Tárrega
Francisco de Asís Tárrega y Eixea (Vila-real, 21 novembre 1852 – Barcellona, 15 dicembre 1909) è stato un compositore e chitarrista spagnolo.
Tárrega è ritenuto uno dei più influenti compositori per chitarra classica della storia della musica. Esponente della musica tardo-romantica, egli viene considerato uno dei principali artefici della diffusione e dello sviluppo della chitarra classica moderna.

## Biografia
Cominciò a studiare pianoforte e composizione al conservatorio di Madrid nel 1864 ed imparò a suonare la chitarra da autodidatta, anche se nel 1872 studiò per un breve periodo presso il chitarrista Julián Arcas. Questo fondere lo studio della composizione e del pianoforte alternato all'attività concertistica gli permise di acquisire una notevole padronanza tecnica sullo strumento. Secondo Emilio Pujol con il suo modo di suonare "si era collocato fuori dalla comune condizione dei chitarristi".
Si suppone che la postura con la chitarra poggiata sulla gamba sinistra rialzata dallo sgabello (conseguenza anche di un aumento considerevole delle dimensioni dello strumento) sia diventato uno standard per i chitarristi classici a partire da lui.
Come Fernando Sor, inoltre, suonava la chitarra senza utilizzare le unghie, attaccando la corda direttamente con il polpastrello. Si è supposto che la sua predilezione per il tocco appoggiato (in gergo "carota", segnato in pentagramma con il marcato) derivasse da una modifica strutturale dello strumento, il rialzo della tastiera rispetto al piano armonico (Radole); in ogni caso si tratta di una delle innovazioni tecniche di Tárrega, insieme alla liberazione del mignolo dall'appoggio sulla cassa.
Ampliò in maniera considerevole il repertorio non originale di musiche per chitarra effettuando diverse trascrizioni, alcune delle quali d'innegabile effetto secondo gli stessi compositori, come risulta per i brani di Isaac Albéniz. Nel 1890 compose un gruppo di esercizi destinati alla sua allieva del tempo, Elvira Mingot Bas.
Sicuramente il suo approccio verso la chitarra gli permise di sperimentare tecniche diverse dal tradizionale modo di suonare dei suoi contemporanei, diffondendo l'uso del tremolo e del rasgueado (raschiato). Le sue composizioni, oltre ad avere una melodia orecchiabile, presentano una struttura formale pianistica, che richiama quelle di Fryderyk Chopin e Robert Schumann.
Svolse attività concertistica, da chitarrista, soprattutto in Spagna e quando si stabilì a Barcellona cominciò anche l'attività didattica; tra i suoi allievi vi furono Emilio Pujol (suo futuro biografo) e Miguel Llobet. Interruppe le esecuzioni in pubblico nel 1906, a causa di una paralisi al braccio destro.
(Francisco Tárrega, Diario y cartas)
Una biografia del chitarrista scevra di miti e falsificazioni fu redatta dal suo allievo Domingo Prat.

## Allievi
Nel 1907 ebbe come allieva la riminese Maria Rita Brondi, che ebbe a definire discipula predilecta (discepola prediletta) nella dedica del Minuetto, che scrisse per lei.

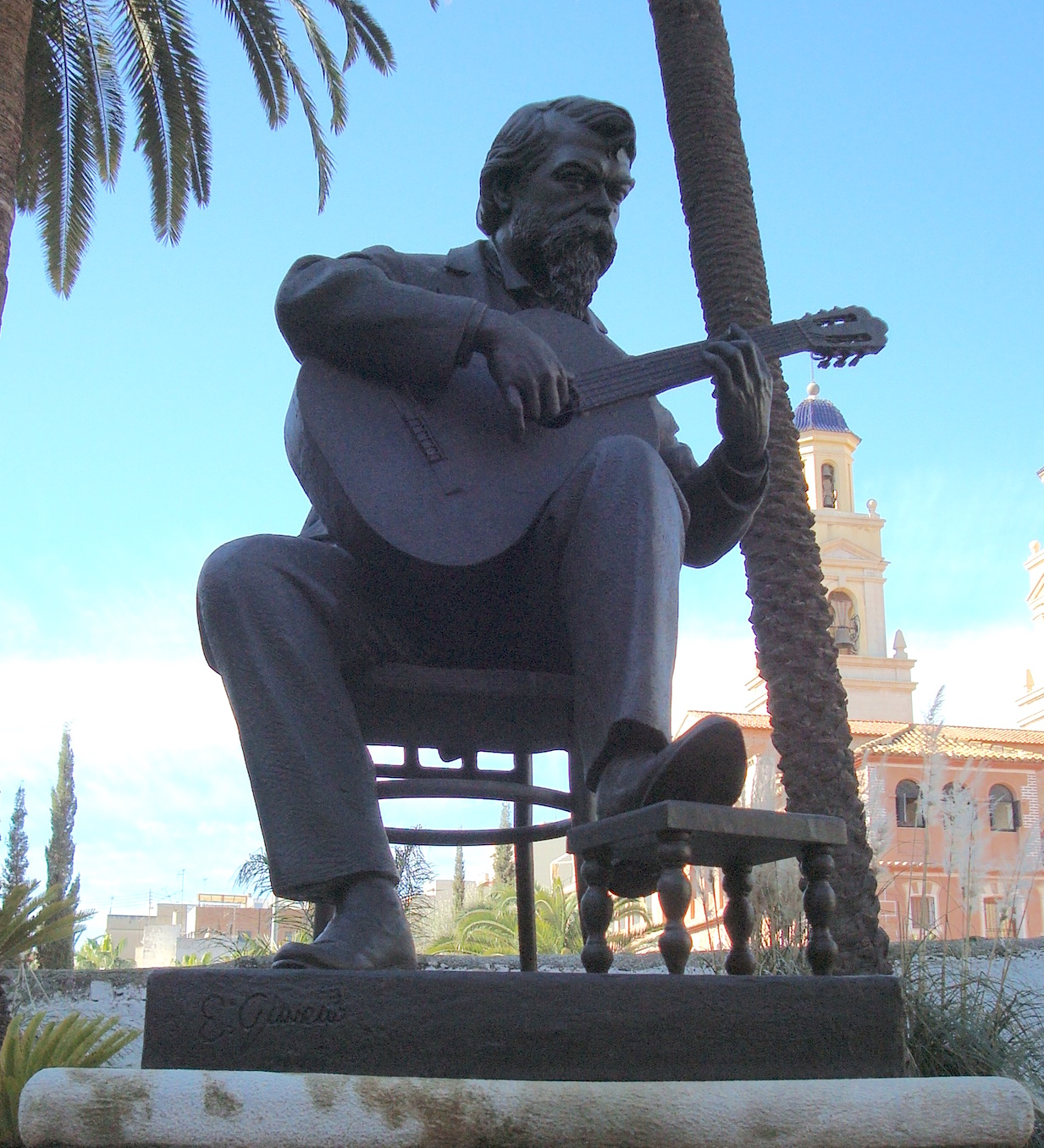
Monumento a Francisco Tárrega in Villarreal

Fra gli altri allievi vi sono Miguel Llobet, ed Emilio Pujol, Domingo Prat e Alfred Cottin.

## Stile musicale
Tárrega ha composto le sue opere rifacendosi allo stile romantico dei grandi compositori europei del XIX secolo. 
La sua familiarità con i vari stili musicali dell'epoca e la profonda conoscenza delle tecniche compositive adoperate dai suoi contemporanei sono evidenti nelle sue opere e trascrizioni; queste sono infatti più sofisticate di quelle dei chitarristi-compositori spagnoli della generazione precedente alla sua ma anche dei suoi contemporanei come esempio Magín Alegre, Tomás Damas, Julián Arcas, José Viñas e José Ferrer.
Ritenuto un virtuoso del suo strumento, era conosciuto come il "Sarasate della chitarra". Era risaputo che Tárrega apprezzava di più piccole esibizioni intime rispetto a grandi sale da concerto.
È considerato il creatore dei fondamenti tecnici della chitarra classica del XX secolo e ha permesso di sviluppare interesse per la chitarra come strumento da concerto.

## Opere principali
A parte le sue opere originali per chitarra, tra cui "Recuerdos de la Alhambra", "Capricho arabe", "Gran Vals" e la "Danza mora", arrangiò pezzi di altri autori per questo strumento, come alcuni brani di Ludwig van Beethoven, Frédéric Chopin, Felix Mendelssohn e la famosa "Serenata spagnola" del catalano Joaquim Malats; più di 100 furono le trascrizioni per chitarra che elaborò, consentendo alla chitarra di rinascere come strumento classico.
Come altri suoi contemporanei spagnoli, per esempio, il suo amico Isaac Albéniz, Tárrega aveva interesse a combinare la tendenza romantica prevalente nella musica classica con elementi popolari spagnoli. Il chitarrista contemporaneo Angelo Gilardino ha scritto che i 9 preludi di Tárrega sono "... il più profondo pensiero musicale di Tárrega in forma concentrata".
Pujol rilanciò il racconto di Apeles Mestres, che raccontava di quando Albéniz udì la sua musica trascritta ed eseguita da Tárrega, in particolare la Serenata, e si emozionò e si commosse a tal punto che non poté trattenersi dal gridare che era così che aveva concepito la sua musica.

## Popolarità

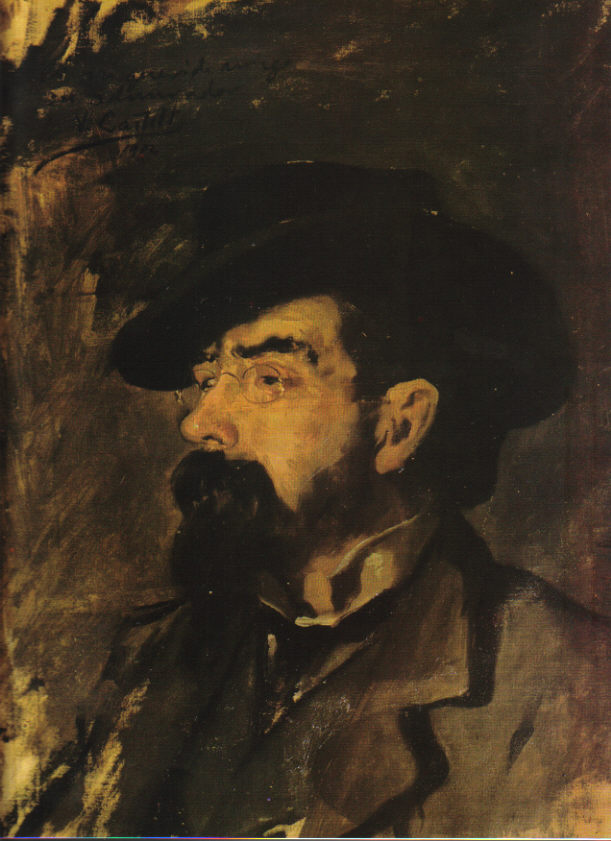
Ritratto di Tárrega, opera di Vicente Castell

- Quattro battute del suo Gran Vals (del quale è qui ascoltabile una versione MIDI), sono diventate una delle più famose suonerie per cellulare, il Nokia tune.

Molti artisti contemporanei hanno arrangiato le sue opere: Mike Oldfield, in particolare ha incluso una versione orchestrale dei ‘'’Recuerdos de la Alhambra'’' nella colonna sonora del film Urla del silenzio, diretto da Roland Joffé nel 1984.
Per il film L'amore ai tempi del colera, diretto da Mike Newell nel 2007, tratto dal romanzo dello scrittore colombiano Gabriel García Márquez, è stata utilizzata come colonna sonora ‘'’Hay amores'’',  composta da Shakira. La parte strumentale di questa canzone è basata interamente sul ‘'’Capricho arabo'’' di Tárrega, mentre il testo è stato scritto dall'artista colombiana, che si è ispirata ai paesaggi del suo Paese.
Nel 2015 il violista italiano Marco Misciagna ha pubblicato gli arrangiamenti per viola sola del Tango, Capricho Arabo e Recuerdos de la Alhambra.

## Album
- Duo Imbesi Zangarà, Tocando en Dos  works by Julian Arcas, Francisco Tarrega, Dionisio Aguado, performed by Carmelo Imbesi e Carmen Zangarà, Classical Music 3.0, 2022